# Onopordum hinojense
Onopordum hinojense es una especie de planta herbácea del género Onopordum de la familia  de las Asteraceae. Es un endemismo de la Provincia de Huelva en el suroeste de la península ibérica y que, actualmente (2012), se encuentra en peligro de extinción por razones puramente genéticas, pues sufre hibridación introgresiva unidireccional con otra especie del género, Onopordum nervosum, que amenaza su existencia.

## Descripción
Se trata de una especie de planta herbácea bienal, generalmente de tallo único de 40-220 cm de altura, con denso indumento araneoso o no, erecto o erecto-ascendente, ramificado únicamente en su parte superior, de sección algo poligonal, longitudinalmente acostillados y  alados –con 4-6 alas sin nervadura reticulada y de 1-8 mm de anchura y con espinas de 1,5-6 mm– con hojas en prácticamente toda su longitus, hojas que son menores hacia el ápice del tallo; son decurrentes, lanceoladas enteras o pinnatífidas, pinnatipartidas o  pinnatisectas con lóbulos espinosos estrechos, de haz verde y envés verde-blanquecino, con denso indumento araneoso; las basales, rosuladas y, en su mayoría, pinnadas, sésiles, con limbo de 9,5-60 por 1,5-10 cm. Los capítulos son largamente pedunculados, solitarios y terminales o en grupos de 2-4 organizados en inflorescencias racemiformes o corimbiformes. El involucro, de 30-45 por 20-40 mm, es ovoide o globoso, usualmente araneoso, con brácteas coriáceas, imbricadas, dispuestas en 7-8 series, gradualmente mayores hacia dentro del capítulo, erecto-patentes tras la floración, glabras, verde-amarillentas, por lo general violetas en la parte superior, de margen antrorso-escabrido, las medianas estrechadas de manera algo brusca en un largo acumen terminado progresivamente en espina apical. El Receptáculo es plano, con los bordes de los alvéolos irregularmente dentados.Los flósculos tienen la corola a veces glandulosa en su cara externa, con un tubo de 17-25 mm, blanco y un limbo de 12-15 mm, de un rosa violáceo, con lóbulos desiguales. Las cipselas, de 6-7 por 1,5-2 mm, son obovoides, de sección más o menos cuadrangular, con 4 costillas angulares longitudinales y varios nervios inconspicuos en cada cara que es de superficie irregularmente y transversalmente ondulada. La placa apical, con margen entero, tiene un nectario persistente central rodeado de un vilano blanquecino-amarillento, con 2 filas de pelos dentículados de 8-14 mm con uno o dos de ellos algo más largos.

## Distribución y hábitat
Es un endemismo Onubense estricto, en el Parque nacional y natural de Doñana y su comarca. En pinares y bosques de Pyrus bourgaeana y Quercus suber, sobre sustrato arenoso del margen de la marisma del Río Guadalquivir y del entorno del Municipio de Hinojos (Palacio del Lomo del Grullo), en el suroeste de la Provincia de Huelva (España). Florece y fructifica en primavera. En peligro de extinción.

## Taxonomía
La especie fue creada por Salvador Talavera Lozano & alt. y publicada su descripción original, sin figuración, en Acta Botanica Malacitana, vol. 33, p. 357-382, Málaga, 2008.
Etimología
- Onopordum: El nombre genérico proviene del latín ǒnǒpordǒn/ǒnǒpradǒn, derivado del Griego όνόπoρδoν, de όνό «burro» y πορδον «pedo», o sea que «pedo de burro», aludiendo a la supuesta propiedad de la planta de producir ventosidades ruidosas a estos animales cuando se la comen,[6][7] referenciado como tal en Plinio el Viejo, Historia naturalis (27, 110, LXXXVII: "Onopradon cum ederunt, asini crepitus reddere dicuntur.")[8][9] y corroborado por el creador del género («Onopordon est composé des mots Grecs 'όνος', Asne , & 'πέρδω', je pete, parce qu'on prétend que ces Plantes font peter les Asnes qui en mangent»).
- hinojense: en alusión al Municipio de Hinojos, en la Provincia de Huelva (España), de donde es nativa la especie.

Sinónimos
- Onopordum dissectum sensu Talavera in Valdés, Talavera & Galiano, 1987, non Murb., 1921.

Citología
Número de cromosomas: 2n = 34.